# Осипов, Василий Тимофеевич
Васи́лий Тимофе́евич О́сипов (10 января 1906, село Сытинка, Пензенская губерния — 19 июня 1984, Москва) — советский учёный, специалист в области транспортной логистики, начальник военного отдела службы движения Куйбышевской железной дороги.

## Биография
Родился 10 января 1906 года в семье железнодорожника. Окончил школу-семилетку. В 14 лет стал учеником телеграфиста на станции Рузаевка. Потом был конторщиком, в 1927 году назначен дежурным по станции Танеевка. В 1930 году окончил курсы диспетчеров, в 1935 — шестимесячные курсы переподготовки командного состава. Работал диспетчером и старшим диспетчером в Рузаевке, стал заместителем начальника отделения движения.
Изучая метод Кутафина о сменном планировании и учёте, во время учёбы на курсах переподготовки в Москве задумался над тем, как ускорить продвижение сборного поезда. Пришёл к мысли, что можно такие поезда превращать в маршруты по одному направлению и назначению. Обобщив опыт отделения, Осипов напечатал статью в газете «Гудок». Вскоре Осипов возглавил Рязанское отделение, где продолжал практику формирования маршрутных поездов. Его почин был подхвачен на сети. В августе 1938 года Управление движения НКПС командировало Осипова на Горьковскую железную дорогу для проведения календарного планирования погрузки и организации маршрутов. Без руководителей грузовой службы этой дороги ему удалось сформировать несколько маршрутов, которые прошли без остановки на станции Горький. Был награждён именными часами наркома.
Затем Осипов был переведён заместителем начальника службы движения Белорусской дороги в Гомель. В ноябре 1939 года почётный железнодорожник Осипов был награждён медалью «За трудовую доблесть». Он часто писал в газетах о своём методе маршрутизации вагонов и составов, выходили его брошюры. Но ему не хватало знаний, и он поступил на учёбу в Гомельский техникум путей сообщения.
С началом Великой Отечественной войны, когда военные действия охватили всю Белоруссию, Осипов был назначен начальником движения в аппарате Уполномоченного наркомата путей сообщения по Брянскому фронту. Приложил максимум усилий к бесперебойному обеспечению нужд фронта. В июле 1942 года назначен заместителем начальника службы движения железной дороги имени В. В. Куйбышева. Здесь им был применён метод ступенчатой маршрутизации перевозок военных грузов, позволивший ускорить продвижение вагонов более чем в восемь раз. Прямые воинские маршруты формировались на нескольких близлежащих или попутных станциях.
В сентябре 1942 года, когда этой дорогой направлялось много воинских грузов в район Сталинграда, ступенчатой маршрутизацией было охвачено 63,7 % воинских перевозок, средний простой вагона сократился на 4,3 ч, а время среднего оборота вагона — на 18 часов. По регулировочной дисциплине порожняк, как правило, отправлялся маршрутами и продвигался со скоростью до 450 км/сут. Предложенный Осиповым метод календарного планирования и маршрутизации перевозок грузов был принят в работу и сыграл особую роль в годы войны.
Указом Президиума Верховного Совета СССР от 5 ноября 1943 года «за особые заслуги в деле обеспечении перевозок для фронта и народного хозяйства и выдающиеся достижения в восстановлении железнодорожного хозяйства в трудных условиях военного времени» В. Т. Осипову присвоено звание Героя Социалистического Труда с вручением ордена Ленина и Золотой медали «Серп и Молот».
В декабре 1943 года нарком путей сообщения Л. М. Каганович назначил Осипова начальником особой группы по маршрутизации при наркоме. 17 января 1945 года нарком И. В. Ковалёв издал приказ «О внедрении ступенчатой маршрутизации по методу Героя Социалистического Труда В. Т. Осипова». В первом квартале победного года общая погрузка по методу Осипова составила уже 55 %, а абсолютный размер погрузки на сети ступенчатыми маршрутами вырос за год более чем в 4 раза. С учётом того, что воинские составы без переработки шли с Урала и Сибири в Польшу, Германию и другие европейские страны, освобождаемые Красной Армией, то экономия от использования опыта Осипова была значительной. Но речь шла не только о воинских перевозках. В том же первом квартале 1945 года охват погрузки отправительскими и ступенчатыми маршрутами на сети составил по каменному углю — 70 %, нефти — 75 %, руде — 89 %, коксу — 66 %.
После войны значение маршрутизации не уменьшилось. В июне 1945 года состоялась общесетевая технико-экономическая конференция, посвящённая внедрению ступенчатой маршрутизации. В 1947 году сорокалетний новатор окончил Московский институт инженеров транспорта. В следующем году защитил кандидатскую диссертацию «Планирование и организация грузопотока в прямые поезда».
В сентябре 1957 года Осипов был откомандирован в распоряжение Всесоюзного института научной и технической информации Академии наук. Через два года защитил докторскую диссертацию «Теоретические основы маршрутизации перевозок с мест погрузки и её роль в транспортном процессе». В 1976 году он стал заведующим отделом института. В дальнейшем получил звание профессора и заслуженного деятеля науки и техники РСФСР.
Скончался 19 июня 1984 года. Похоронен в Москве на Кунцевском кладбище.
Награждён орденами Ленина, Красной Звезды, Отечественной войны 1-й степени, медалями.